# دار الكتب الوطنية لدولة الإمارات

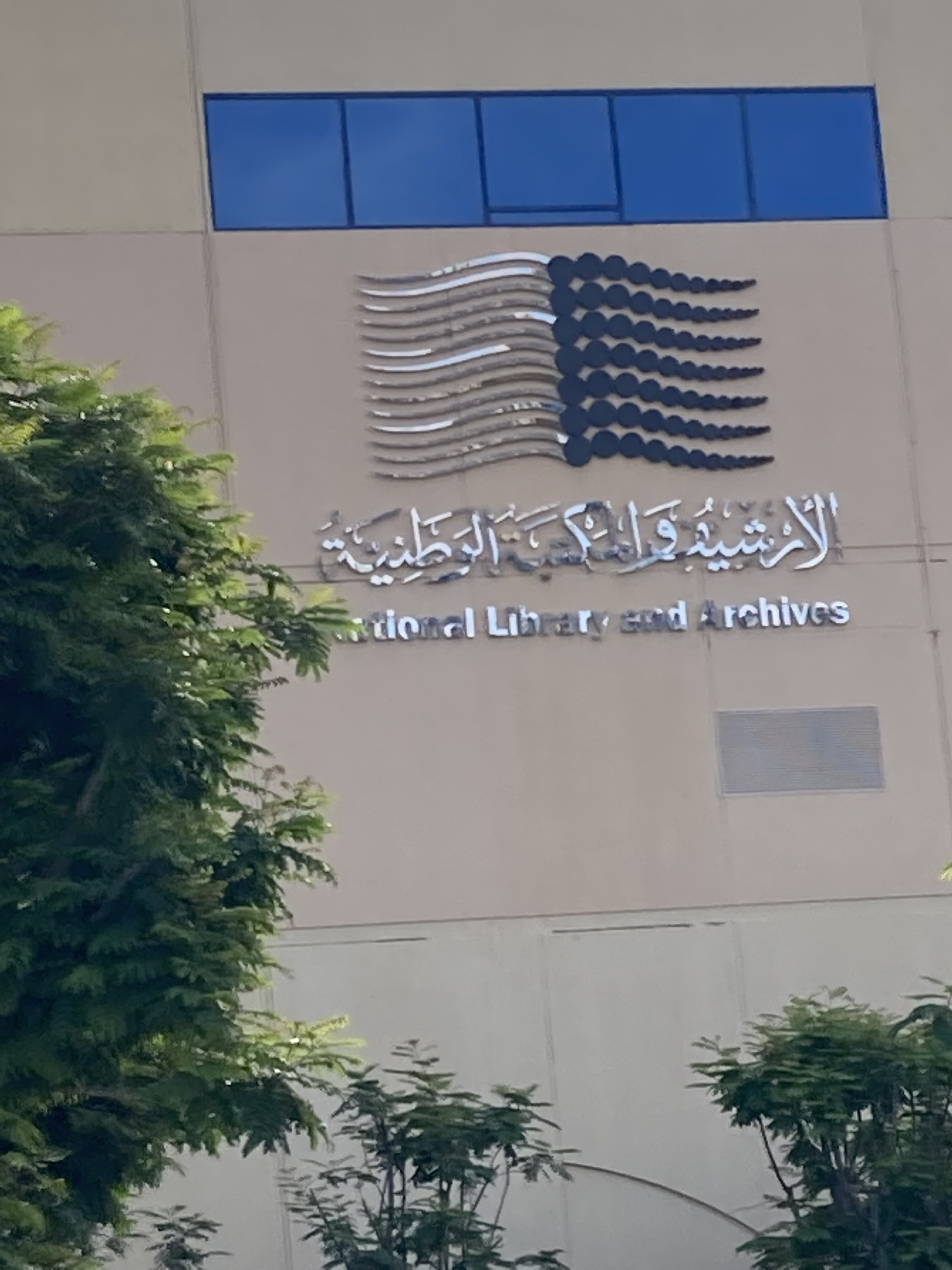
دار الكتب الوطنية لدولة الإمارات

دار الكتب الوطنية لدولة الإمارات تعتني هذه المؤسسة بحفظ التراث الفكري لدولة الإمارات العربية المتحدة، ويوجد مقرها أبوظبي.

## نبذة تاريخية
تأسست دار الكتب الوطنية في عام 1981 ضمن ما كان يعرف باسم مجمع المؤسسات الثقافية والوثائق الذي تغير اسمه عام 1984 إلى المجمع الثقافي، ثم إلى هيئة أبوظبى للثقافة والتراث في عام 2005، وأصبحت الدار تقدم خدماتها منذ شهر أبريل 1984.

## في أرقام
يبلغ رصيد دار الكتب الوطنية الإماراتية ما يقرب من مليوني مجلد تشمل الكتب والدوريات والمخطوطات علاوة على المواد الإلكترونية، وقد أهديت إليها بعض المكتبات الخاصة، ومن بينها مكتبة الشيخ فالح بن ناصر آل ثاني التي تضم زهاء ستة آلاف كتاب. وتضم دار الكتب الوطنية أكثر من (300.000) عنواناً باللغة العربية و(100.000) عنواناً باللغات الأجنبية ويبلغ عدد ما فيها من مخطوطات حوالي 25 ألفا بين مخطوطات أصيلة ومصورة. أما فيما يخص النشر فقد بلغت منشوراتها أكثر من 430 عنوانًا في مختلف مجالات المعرفة، وبلغ عدد المستفيدين منها خلال عام 2007 أكثر من 120000 قارئاً ومستعيراً. كما تتبع الدار مكتبة للأطفال أنشئت عام 1986، وتضم أكثر من 15000 عنوانا أكثرها باللغة العربية إضافة إلى اللغات الإنجليزية والفرنسية.

## إشارات مرجعية
1. 1 2 3  دار الكتب الوطنية نسخة محفوظة 15 ديسمبر 2019 على موقع واي باك مشين.
2. ↑  مكتبة فالح آل ثاني نسخة محفوظة 15 ديسمبر 2019 على موقع واي باك مشين.
3. ↑  مخطوطات دار الكتب الوطنية نسخة محفوظة 15 ديسمبر 2019 على موقع واي باك مشين.
4. ↑  مكتبة الأطفال نسخة محفوظة 15 ديسمبر 2019 على موقع واي باك مشين.

## وصلة خارجية
- موقع دار الكتب الوطنية بالإمارات